# Smrtonosná past 2
Smrtonosná past 2 (v anglickém originále Die Hard 2) je americký akční thriller z roku 1990 a zároveň druhý díl z pětidílné série Smrtonosná past (anglicky Die Hard). Hlavní roli si zahrál stejně jako v minulém dílu Bruce Willis coby losangeleský policista John McClane, ve vedlejších rolích se objevili například Franco Nero, William Sadler či John Amos. Své role z první dílu si zopakovali Bonnie Bedelia a Reginald VelJohnson. 

## Děj
Příběh se odehrává během Štědrého dne na washingtonském mezinárodním letišti Dulles. Newyorský policista John McClane jede na letiště vyzvednout svou ženu, jež je v letadle, které jde na přistání. Na letišti odhalí podezřelé chování skupiny lidí, a proto se rozhodne je sledovat. V místnosti s kufry dojde k první potyčce mezí ním a zloději. Vychází najevo, že jde o skupinu zločinců, která se snaží osvobodit zkorumpovaného generála Ramona Esperanzu z fiktivní země Val Varde. Ten má být vydán úřadům za využití amerických fondů k nákupu drog.
Zločinecká banda ale obsadí areál řídící věže, a proto žádné letadlo nemůže přistát. Letadlům ve vzduchu dochází palivo a John má strach o svou ženu. Kontaktuje proto místní policisty a za nedlouho se na letiště dostávají posily. Nakonec vše dobře dopadne i navzdory neochotě spolupracovat ze strany letištní policie a zradě z vlastních řad.

## Obsazení
| Bruce Willis         | Detektiv John McClane |
| Bonnie Bedelia       | Holly                 |
| Reginald VelJohnson  | Al Powell             |
| William Atherton     | Dick Thornberg        |
| Franco Nero          | generál Esperanza     |
| William Sadler       | plukovník Stuart      |
| John Amos            | kapitán Grant         |
| Dennis Franz         | Lorenzo               |
| Art Evans            | Barnes                |
| Fred Dalton Thompson | Trudeau               |

## Výroba
Základem pro zápletku Smrtonosné pasti 2 se stal román Waltera Wagera zvaný 58 Minutes (1987).
Natáčení neprobíhalo na Dullesově mezinárodním letišti. Scény odehrávající se uvnitř terminálu byly natočeny na losangeleském mezinárodním letišti. Sekvence odehrávající se na zasněžených ranvejích měly být původně natočeny na mezinárodním letišti v Denveru, kvůli teplému počasí se však produkce musela přesunout na leteckou základnu v Michiganu.

## Přijetí
Zatímco v Česku se film soudě dle recenzí z tuzemských webů (84% na ČSFD a 83,4% na FDb) těší mimořádné oblibě, na mezinárodních databázích se dočkal mírně vlažnějšího přijetí (70% na Rotten Tomatoes a 7,1/10 na IMDb). Kritici tvrdí, že ačkoliv pokračování již postrádá svěží napětí svého předchůdce, stále funguje jako velkolepý a důstojný sequel.

### Tržby
S rozpočtem pohybujícím se okolo 70 milionů dolarů a s utrženými 240 miliony dolarů (téměř dvojnásobek tržeb prvního dílu) se stal jedním z nejvýdělečnějších filmů roku a díky svému kasovnímu úspěchu dal o pět let později vznik třetímu snímku série.